# Tankred Dorst
Tankred Dorst (Oberlind, 1925. december 19. – Berlin, 2017. június 1.) német drámaíró.

## Művei

### Drámák
- Die Kurve (1960)
- Gesellschaft im Herbst (1960)
- Große Schmährede an der Stadtmauer (1961)
- Die Mohrin (1964)
- Toller (1968)
- Eiszeit (1973)
- Auf dem Chimborazo (1975)
- Goncourt oder Die Abschaffung des Todes (1977)
- Die Villa (1980)
- Merlin avagy a puszta ország (Merlin oder Das wüste Land) (1981); ford. Kertész Imre
- Heinrich oder die Schmerzen der Phantasie (1985)
- Ich, Feuerbach (1986)
- Der verbotene Garten - Fragmente über D’Annunzio (1987)
- Parzival (1987)
- Der verbotene Garten (1988)
- Korbes(1988)
- Grindkopf (1988)
- Karlos (1990)
- Wie im Leben wie im Traum (1990)
- Ezt a levelet Fernando Krapp írta nekem (Fernando Krapp hat mir diesen Brief geschrieben) (1992)
- Paul úr (Herr Paul) (1994)
- Nach Jerusalem (1994)
- Die Schattenlinie (1995)
- Die Geschichte der Pfeile (1996)
- Die Legende vom armen Heinrich (1997)
- Harrys Kopf (1997)
- Was sollen wir tun (1997)
- Wegen Reichtum geschlossen (1998)
- Große Szene am Fluß (1999)
- Kupsch (2001)
- Die Freude am Leben (2002)
- Othoon (2002)
- Purcells Traum von König Artus (2004)
- Die Wüste (2005)
- Ich bin nur vorübergehend hier (2007)
- Künstler (2008)
- Prosperos Insel (2008)
- Das Blau in der Wand (2016)

### Bábszíndarabok
- Aucassin und Nicolette (1953, 1964)
- Eugen. Eine merkwürdige Geschichte (1956)
- La Ramée (1957)
- Felis Caligatus (1958)
- A Trumpet for Nap (1959)
- Maipu's Versuchung vagy Die Belohnte Treue (1961)

### Színpadra átírt művek
- Rameau unokaöccse (Rameaus Neffe) (1963, Diderot művéből)
- Der gestiefelte Kater oder Wie man das Spiel spielt (1964)
- Der Richter von London (1966)
- A fősvény (Der Geizige)) (1967, Molière művéből)
- Der Preispokal (1967, Seán O’Casey művéből)
- A képzelt beteg (Der eingebildete Kranke) (1968, Molière művéből)
- Mi lesz veled, emberke (Kleiner Mann, was nun?) (1972 Hans Fallada regényéből)
- Dandin György (George Dandin) (1978, Molière művéből)
- Az úrhatnám polgár (Der Bürger als Edelmann) (1985, Molière művéből)

### Forgatókönyvek
- Die Kurve (1960)
- Rotmord (1969, tv-film, a Toller című műve alapján)
- Sand (1971, tv-film)
- Eiszeit (1975)
- Dorothea Merz (1976, tv-film)
- Klaras Mutter (1978, tv-film)
- Mosch (1980, tv-film)
- Eisenhans (1983)

### Librettók
- La Buffonata (1960, zene: Wilhelm Killmayer)
- Yolimba oder die Grenzen der Magie (1962–1963, musical, zene: Wilhelm Killmayer)
- Die Geschichte von Aucassin und Nicolette (1969, opera, zene: Günter Bialas)
- Die Legende vom armen Heinrich (2001)

### Színdarabok gyermekeknek
- Amálka (Ameley, der Biber und der König auf dem Dach) (1982)
- Wie Dilldapp nach dem Riesen ging (1994)
- Don’t eat little Charlie! (2000)
- König Sofus und das Wunderhuhn (2000)

### Prózai művek
- Geheimnis der Marionette (1957)
- Auf kleiner Bühne - Versuch mit Marionetten (1959, esszék)
- Die Bühne ist der absolute Ort (1962, esszék)
- Dorothea Merz (1976); ford. Kertész Imre
- Klara anyja (Klaras Mutter) (1978)
- Mosch (1980)
- A stettini utazás (Die Reise nach Stettin) (1984); ford. Kertész Imre
- Grindkopf (1986)
- Der nackte Mann (1986)
- Ich will versuchen Kupsch zu beschreiben (2000)
- Die Freude am Leben. Kupsch (2001)
- Merlins Zauber (2001)
- Othoon. Stück und Materialien (2002)
- Glück ist ein vorübergehender Schwächezustand (2009)
- Ich soll versuchen den eingebildeten Kranken zu spielen (2010)

### Hangjátékok
- Toller (1969)
- Auf dem Chimborazo (1974)
- Korbes (1987)
- Nach Jerusalem (1992)
- Merlin avagy a puszta ország (Merlin oder das wüste Land) (1993)
- Parzivals Weg

## Magyarul
- Dorothea Merz. Regény; szerző munkatársa Ursula Ehler, ford. Kertész Imre, utószó Vályi-Nagy Ágnes; Európa, Bp., 1980
- Klara anyja; ford. Kertész Imre; inː Ki volt Edgar Allan? Hét új kisregény Ausztriából és az NSZK-ból; Európa, Bp., 1982
- Merlin avagy A puszta ország. Dráma; ford. Kertész Imre; Európa, Bp., 1983 (Modern könyvtár)
- A stettini utazás. Regény; szerző munkatársa Ursula Ehler, ford. Kertész Imre; Európa, Bp., 1986 (Modern könyvtár)